# Russische militaire begraafplaats in Güterfelde
De Russische militaire begraafplaats in Güterfelde in de gemeente Stahnsdorf is een militaire begraafplaats in Brandenburg, Duitsland. Op de begraafplaats liggen omgekomen militairen uit de Tweede Wereldoorlog, vooral Russische.

## Begraafplaats
Op deze vrij grote begraafplaats liggen voornamelijk krijgsgevangenen, maar ook dwangarbeiders en concentratiekampgevangenen begraven. De begraafplaats bevat een centraal gelegen monument, dat herinnert aan de slachtoffers. Er liggen 1495 personen begraven, waarvan 1389 Russisch, 101 Pools, 4 Joegoslavisch en 1 Tsjechisch.